# Munshausen
Munshausen é uma comuna do Luxemburgo, pertence ao distrito de Diekirch e ao cantão de Clervaux.

## Demografia
Dados do censo de 15 de fevereiro de 2001:
- população total: 817
  - homens: 427
  - mulheres: 390

- densidade: 31,95 hab./km²

- distribuição por nacionalidade:

| Nacionalidade  | População | %      |
| -------------- | --------- | ------ |
| luxemburgueses | 637       | 77,97% |
| estrangeiros   | 180       | 22,03% |
| - portugueses  | 37        | 4,53%  |
| - franceses    | 9         | 1,10%  |
| - italianos    | 6         | 0,73%  |
| - belgas       | 33        | 4,04%  |
| - alemães      | 26        | 3,18%  |
| - iuguslavos   | 28        | 3,43%  |
| - outros       | 41        | 5,02%  |

- Crescimento populacional:

| Ano        | População |
| ---------- | --------- |
| 15/02/2001 | 817       |
| 01/01/2002 | 832       |
| 01/01/2003 | 849       |
| 01/01/2004 | 911       |
| 01/01/2005 | 887       |

## Localidades na comuna
- Drauffelt: 152 habitantes
- Marnach: 548 habitantes
- Munshausen: 166 habitantes
- Roder: 49 habitantes
- Siebenaler: 53 habitantes